# Tombense FC
A Tombense Futebol Clube, egy brazil labdarúgócsapat, melyet 1914. szeptember 7-én alapítottak Tombos városában. Az országos harmadik osztályban, a Série C-ben és a Minas Gerais állami első osztály küzdelmeiben szerepel.

## Játékoskeret
2015-től
| # |     | Poszt | Név          |
| - | --- | ----- | ------------ |
|   | BRA | K     | Darley       |
|   | BRA | K     | Victor Souza |
|   | BRA | K     | Cesar        |
|   | BRA | V     | Heitor       |
|   | BRA | V     | Josemar      |
|   | BRA | V     | Gedeilson    |
|   | BRA | V     | Douglas      |
|   | BRA | V     | Mateus       |
|   | BRA | V     | Felipe Dias  |
|   | BRA | V     | Mazinho      |

| # |     | Poszt | Név           |
| - | --- | ----- | ------------- |
|   | BRA | KP    | Coutinho      |
|   | BRA | KP    | Joilson       |
|   | BRA | KP    | Betinho       |
|   | BRA | KP    | André Gava    |
|   | BRA | KP    | Daniel Amorim |
|   | BRA | KP    | Wagner        |
|   | BRA | CS    | Patrick       |
|   | BRA | CS    | Lucas Silva   |
|   | BRA | CS    | Paulinho      |